# 奧恩河 (摩澤爾河支流)

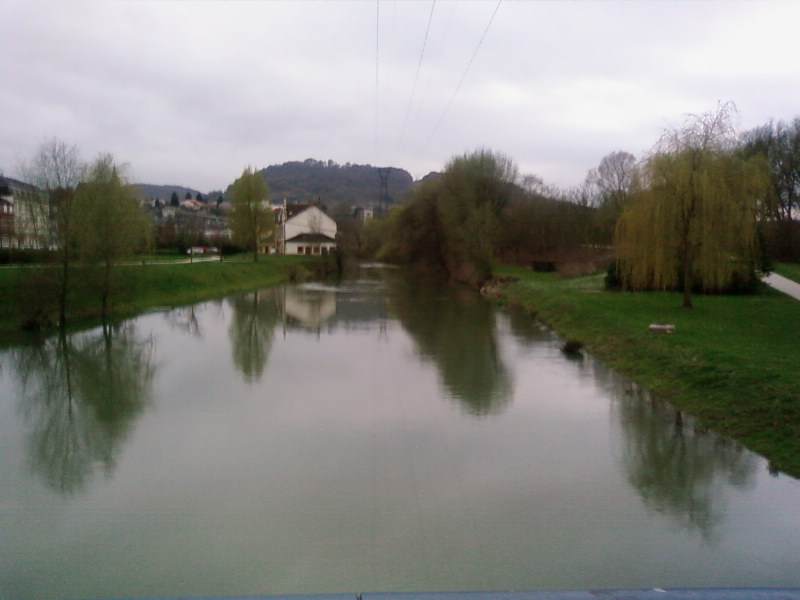

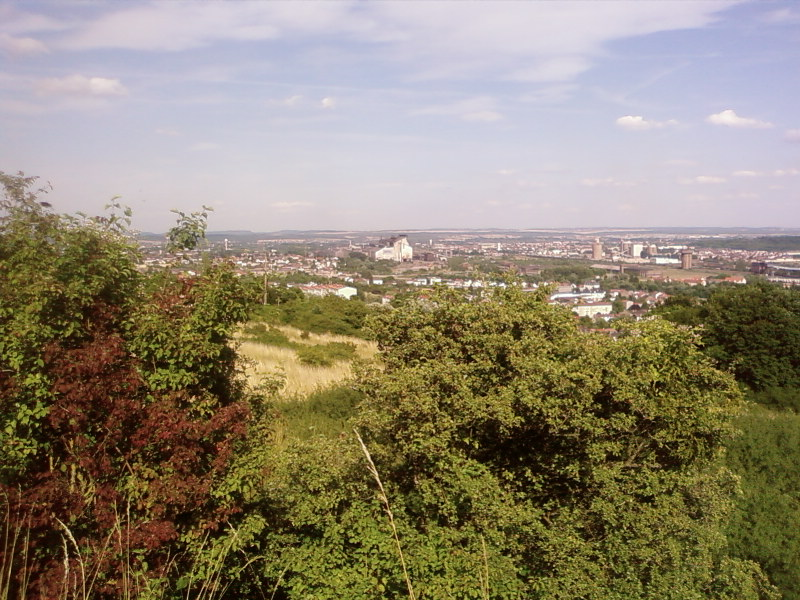

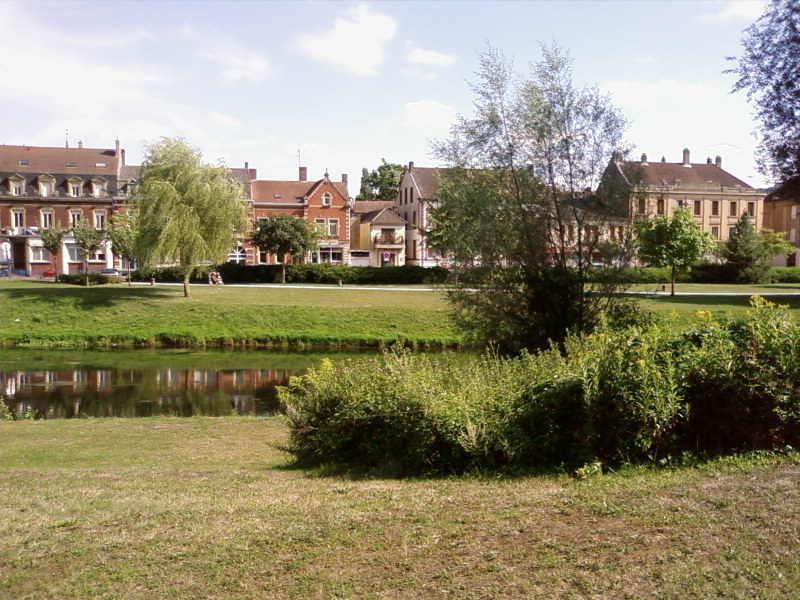

奧恩河（法語：Orne，法語發音：[ɔʁn] ⓘ）是法國的河流，位於該國東北部，是摩澤爾河的左支流，河道全長85.8公里，流域面積1,268平方公里，發源自奥尔讷，平均流量每秒12.4立方米。

## 外部連結
- http://www.geoportail.fr（页面存档备份，存于）
- The Orne at the Sandre database